# Ecovacs Robotics

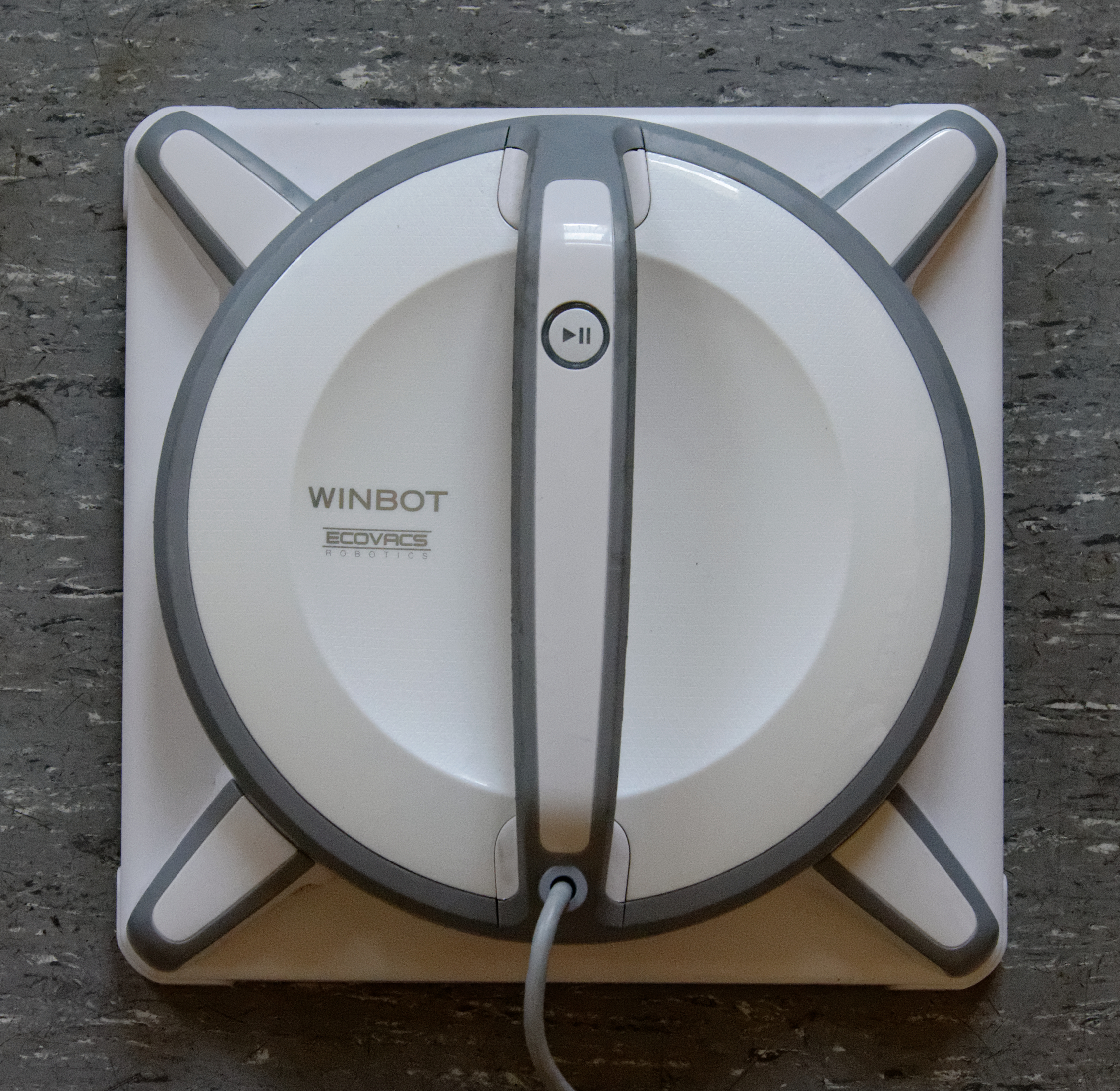
Winbot 930, Bedienungsseite mit Griff und Schalter

Ecovacs ist ein chinesischer Hersteller von Haushaltsrobotern. Bekannte Produktserien sind die Deebot Staubsaugerroboter und die Winbot Fensterreinigungsroboter.

## Geschichte
Die Ecovacs Group wurde 1998 von dem heutigen Präsidenten des Unternehmens Dongqi Qian als Elektronikhersteller für Staubsauger gegründet. 2006 erweiterte die Ecovacs Group mit der Gründung von Ecovacs Robotics ihre Geschäftstätigkeit. Das Unternehmen ist auf die Herstellung von Haushaltsrobotern spezialisiert. 2007 brachte Ecovacs Robotics den ersten Staubsaugroboter auf den Markt.
Ecovacs Robotics gehört weltweit zu den drei führenden Marken von Haushaltsrobotern. In China betreibt das Unternehmen über 600 Geschäfte und ist mit einem Marktanteil von etwa 65 Prozent Marktführer. Inzwischen hat Ecovacs Robotics Niederlassungen in Canton, Düsseldorf sowie Suzhou und vertreibt seine Produkte in mehr als 31 Ländern auf sechs Kontinenten. Hierzu gehören die USA, Kanada, Deutschland, Schweiz, Frankreich, Japan, Tschechien, Polen und Australien.

## Auszeichnungen
- 2015 Red Dot Design Award (Best Product Design: DT85)[4]
- 2014 CES Innovations Award (WINBOT)[5]